# Philautus leucorhinus
Philautus leucorhinus är en groddjursart som först beskrevs av Lichtenstein och Martens 1856.  Philautus leucorhinus ingår i släktet Philautus och familjen trädgrodor. Inga underarter finns listade i Catalogue of Life.